# Ernesto Wilhelm de Moesbach

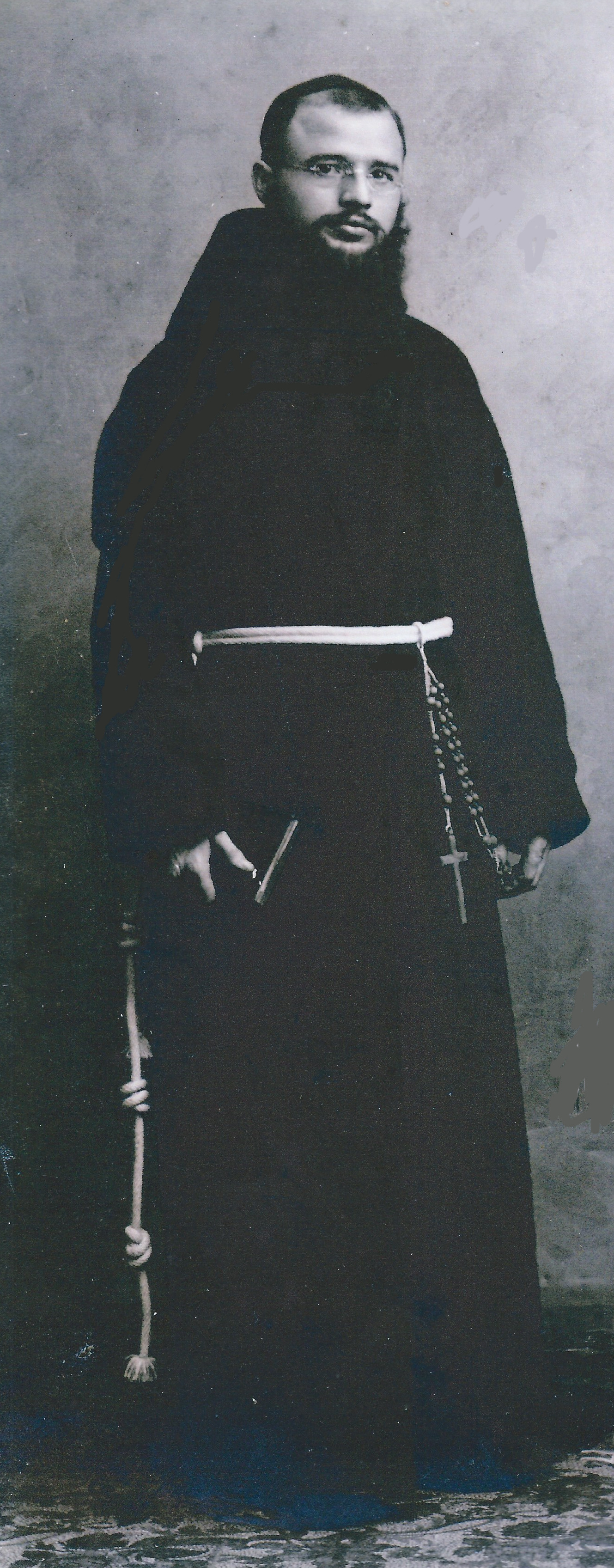
Ernesto Wilhelm de Moesbach (1910)

Ernesto Wilhelm de Moesbach (* 19. September 1882 als Alois Wilhelm in Mösbach, Großherzogtum Baden; † 5. Mai 1963 in Panguipulli, Chile) war ein Kapuzinermissionar, der von 1920 bis 1963 in Araukanien in Chile diente. Im Rahmen seiner Missionstätigkeit beschäftigte er sich mit ethnologischen Fragen der Ureinwohner, mit ihrer Sprache und mit der Botanik des Landes. Sein bekanntestes ethnologisches Werk ist die Transkription vom Leben und den Bräuchen der araukanischen Ureinwohner in der zweiten Hälfte des 19. Jahrhunderts. In der Sprachforschung schuf er Wörterbücher und Grammatikerläuterungen. Sein Werk über die Botanik von Araukanien erschien erstmals nach seinem Tode.

## Leben
Er wurde in Mösbach (Ortenau) als Alois Wilhelm geboren. Seine Familie, die aus Bauern bestand, hatte insgesamt dreizehn Kinder. Mehrere seiner Geschwister und er selbst wurden aufgrund ihrer schulischen Begabung früh gefördert. Alois konnte im nahegelegenen Königshofen (Straßburg) ab 1892 die Seraphische Kloster- und Missionsschule der Kapuziner besuchen  wo er 1904 einen Abschluss machte, der als Abitur  anerkannt war. 1904 trat er dem Kapuzinerorden bei und nahm den Vornamen „Ernst“ an, statt Alois.
Er studierte Philosophie und Theologie in Krefeld und im westfälischen Münster und wurde 1910 in Köln zum Priester geweiht. Im Ersten Weltkrieg diente Ernst Wilhelm als Divisionsgeistlicher bei Feldzügen in Frankreich und Russland (1914–1918). Nach dem Krieg entschied er sich für die Missionsarbeit. Sein Traum, in der Südsee (Bismarckinseln) zu arbeiten, erfüllte sich nicht. Stattdessen kam er 1920 zu den araukanischen Missionen des bayrischen Kapuzinerordens in Chile. Dort nahm er den Namen Pater „Ernesto“ Wilhelm de Moesbach an.
Nach Aufenthalten in Cunco (1920) und San José de la Mariquina (1921) sowie Puerto Saavedra (1922) wurde er nach Puerto Domínguez versetzt, wo er bis 1933 wirkte. In der wirtschaftlich schwierigen Lage nach dem Ersten Weltkrieg half und motivierte Pater Ernesto Wilhelm Landsleute in Deutschland, nach Chile auszuwandern. Er starb 1963 in Panguipulli, Provinz Valdivia.
Im Rahmen seiner Missionsarbeit beschäftigte er sich intensiv mit Mapudungun, der Sprache der Mapuche-Ureinwohner von Araukanien, und zwar weit über das Maß des reinen „Verstehens“ hinaus. Er veröffentlichte mehrere Bücher zu diesem Thema, die bis heute relevant sind. Einige seiner Werke wurden auch nach seinem Tod 1963 von bekannten Editoren erstmals oder neu herausgegeben.
Mehrere Auflagen seiner Werke über das Leben und die Gebräuche der Ureinwohner Araukaniens, basierend auf den Erzählungen des Mapuche-Häuptlings Pascual Coña, sind erschienen. Weitere Arbeiten befassen sich mit der Mapuche-Sprache und der Botanik von Araukanien. Die Behandlung von Krankheiten mit Wildkräutern spielte im Leben der Ureinwohner eine große Rolle, was ebenfalls in seinen Schriften dokumentiert ist.

## Würdigung
Ernesto Wilhelm de Moesbach genießt hohe Anerkennung bei den chilenischen Kultureinrichtungen. So ist sein Werk über die Mapuche-Indianer auf dem Internet-Portal der einheimischen Kulturen Chiles mit einer Gliederung seines Buches von 1930 gepostet. Seine sprachwissenschaftlichen Arbeiten brachten P. Ernesto Wilhelm de Moesbach noch zu Lebenszeiten die Anerkennung der chilenischen Sprachakademie ein, in die er am 21. November 1960 als korrespondierendes Mitglied aufgenommen wurde.
Ernesto Wilhelm de Moesbachs umfassendes Werk wurde auch in der Publikation von Albert Noggler gewürdigt: Vierhundert Jahre Araukanermission: 75 Jahre Missionsarbeit der bayrischen Kapuziner. Diese Arbeit erschien 1973 in der Neuen Zeitschrift für Missionswissenschaft und umfasst 501 Seiten.
1960 verlieh die chilenische Regierung Ernesto Wilhelm de Moesbach als Zeichen höchster Anerkennung den Verdienstorden Bernardo O’Higgins.
Die Deutsch-Chilenische Tageszeitung "Condor" würdigte in ihrem Nachruf am 1. Juni 1963 sein Wirken umfassend (Condor, Nr. 1176, 1. Juni 1963).
Im Heimatmuseum von Mösbach gibt es eine Sammlung persönlicher Gegenstände, die an ihn erinnern.

## Veröffentlichungen
- Vida y costumbre de los indígenas araucanos en la segunda mitad del Siglo XIX [Leben und Bräuche der araukanischen Ureinwohner in der zweiten Hälfte des 19. Jahrhunderts], Chile 1929
- Memorias de un cacique mapuche [Erinnerungen eines Mapuche-Häuptlings], Hrsg.: Instututo de Capacitacion e Investigacion en Renforma Agraria, [Santiago de Chile], 1930
- Pascual Coña, Rodolfo Lenz: Vida y costumbres de los indígenas araucanos en la segunda mitad del siglo XIX [Leben und Bräuche der araukanischen Ureinwohner in der zweiten Hälfte des 19. Jahrhunderts], Hrsg. Cervantes, Santiago de Chile, 1930
- Religión católica ñi ñidolke trokiñ; Chile meleyechi mapuche ñi denun meu [Katholische Religion ñi ñidolke trokiñ, Chile meleyechi Mapuche ñi denun meu]. Hrsg. “San Francisco”, Padre Las Casas, 1933
- Voz de Arauco: explicacion de los nombres indigenas de Chile [Stimme von Arauko: Erklärung der indigenen Namen Chiles]. Hrsg. „San Francisco“, P. Las Casas, 1952
- mit Walter Meyer-Rusca: Diccionario geografico: etimologico indigena de las Provincias Valdivia, Osorno y Llanguihue [Geographisches Wörterbuch: indigene Etymologie der Provinzen Valdivia, Osorno und Llanguihue], Hrsg.: San Francisco, Padre Las Cases Chile, 1955
- Idioma mapuche: dilucidado y descrito con aprovechamiento de la "Gramática araucana" de Padre Felix José de Augusta [Mapuche-Sprache: erklärt und beschrieben anhand der „araukanischen Grammatik“ von Pater Felix José de Augusta], Hrsg.: San Francisco, Padre Las Cases Chile, 1963
- Diccionario espanol-mapuche [Spanisch-Mapuche-Wörterbuch], 1978, Hrsg. Siringa, [Buenos Aires], 1984
- Diccionario mapuche-español [Mapuche-Spanisch-Wörterbuch], Hrsg. Siringa libros, Neuquén, 1987
- Rusca Los huilliches a través de sus apellidos: estudio etimológico de los patronímicos aborígenes sureños [Die Huilliches durch ihre Nachnamen: etymologische Untersuchung der Patronymien der südlichen Aborigines], Hrsg. Walterio Meyer, Centro de Historia Familiar de Santiago, Santiago, 1988
- Botánica indigena de Chile [Indigene Botanik Chiles], Hrsg. Carlos Aldunate, Andres Bello, Santiago de Chile, 1992
- Nuevo diccionario mapuche-español: nombres propios mapuches, topónimos del Neuquén, mitologías patagónicas [Neues Mapuche-Spanisch-Wörterbuch: Mapuche-Eigennamen, Ortsnamen von Neuquén, patagonische Mythologien], Hrsg. Ediciones Alfonsina, Buenos Aires, Argentina, 2012
- mit Félix José de Augusta: Idioma mapuche [Mapuche-Sprache], Hrsg. RIL editores, Santiago de Chile, 2013
- mit José. Quidel Lincoleo, Carlos Cárcamo Luna: Un niño llamado Pascual Coña = Paskwal Koña Pigechi pichi wenxu [Ein Junge namens Pascual Coña = Paskwal Koña Pigechi pichi wenxu], Hrsg. Pehuén Editores, Santiago Chile, 2016
- Voz de Arauco: explicación de los nombres indígenas de Chile [Stimme von Arauco: Erklärung der indigenen Namen Chiles], Hrsg. Jorge Loncón, Ceibo Ediciones, Santiago de Chile, 2016

## Weiterführende Informationen
- Roland Spether: Mösbacher Priester erforschte Chile. In: Baden Online. 7. August 2010.
- Botánica Indígena de Chile. (YouTube) In: Club de Sofía G. F., 19. August 2020, abgerufen am 22. Mai 2024
- Tom D. Dillehay: Reflections on Araucanian/Mapuche resilience, Independence, and ethnomorphosis in Colonial (and present-day) Chile. In: Chungará (Arica). Band 48, Nr. 4, 2016, S. 691–702, DOI:10.4067/S0717-73562016000400013, abgerufen am 16. Mai 2024
- H. Hund, J. Fahrländer, O. Oberle: Ortschronik Mösbach. Hrsg.: Stadt Achern, Ortsverwaltung Mösbach, 1986.
- Fernando Zúñiga: MAPUDUNGUN. El habla mapuche. Santiago de Chile 2006, S. 19 (online), abgerufen am 29. Mai 2024
- Pascual Cona. In: Fundacion Futuro, abgerufen am 30. Mai 2024.